# ويليام ريتشارد كينت
ويليام ريتشارد كينت هو محامي وقاضي وسياسي كندي، ولد في 16 ديسمبر 1905 بسانت جونز في كندا، وتوفي في 1964 في كندا. حزبياً، نشط في الحزب الليبرالي الكندي. وقد انتخب عضو مجلس العموم الكندي.